# 内閣府大臣官房
内閣府大臣官房（ないかくふだいじんかんぼう）は、内閣府に設置されている内部部局の一つ。内閣府の会計、人事などに関する事務や所掌事務の総合調整、政策の企画・立案などの役割を担っている。

## 組織
- 総括審議官
- 政策立案総括審議官
- 公文書監理官
- 少子化・青少年対策審議官
- サイバーセキュリティ・情報化審議官
- 審議官 (18）
- 参事官（9）
- 総務課
  - 秘書室
- 人事課
  - 辞令専門職
- 会計課
  - 監査室
- 企画調整課
- 公文書管理課
- 政策評価広報課
- 政府広報室
- 厚生管理官

## 主な所掌事務
- 内閣府の所掌事務の総合調整に関すること
- 内閣府の機構に関すること
- 国会との連絡に関すること
- 官印や府印の保管に関すること
- 法令案やその他公文書審査及び進達に関すること
- 公文書類の接受、発送、編集及び保存に関すること
- 内閣府が保有する情報の公開や個人情報の保護に関すること
- 国や内閣の行う儀式及び行事に関すること
- 内閣府の予算、決算及び会計並びに監査に関すること
- 内閣府が所管する建築物の営繕や庁内の管理に関すること
- 内閣府の人事、職員採用に関すること
- 内閣府職員の衛生や福利厚生、内閣共済組合に関すること
- 迎賓施設における国賓又はそれに準ずる賓客の接遇に関すること
- 内閣府の所掌事務に係る海外との連絡に関する事務の取りまとめや国際機関、国際会議等に関する事務の調整に関すること
- マイナンバーの利用に関すること
- 地方制度や選挙制度、租税制度に関する事項に係る事務の連絡調整に関すること
- 国民経済計算に関すること
- 日本学術会議への諮問及び答弁又は勧告に関する関連行政機関の事務の連絡調整に関すること
- 公益財団法人や公益社団法人に関すること
- 国立国会図書館支部内閣府図書館に関すること
- 内閣府の情報システムの整備や管理に関すること
- 内閣府の所掌事務に関する政策の評価の総括や行政考査、事務能率の向上に関すること
- 公文書の管理や公文書館の制度に関すること
- 政府の重要施策に関する広報に関すること
- 世論調査に関すること